# Enrico Wijngaarde
Enrico Wijngaarde (11 januari 1974) is een Surinaamse voetbalscheidsrechter. Sinds 2002 is hij volledig internationaal scheidsrechter voor de FIFA. 
Tijdens het Wereldkampioenschap voetbal onder 20 - 2007 in Canada floot hij twee wedstrijden.